# Cogito ergo sum
Cōgitō ergō sum ([ˈkoːɡɪtoː ˈɛrɡoː sũm]; с лат. — «Я мыслю, следовательно, я есмь», или «я мыслю, следовательно, я существую») — философское утверждение Рене Декарта, фундаментальный элемент западного рационализма Нового времени.

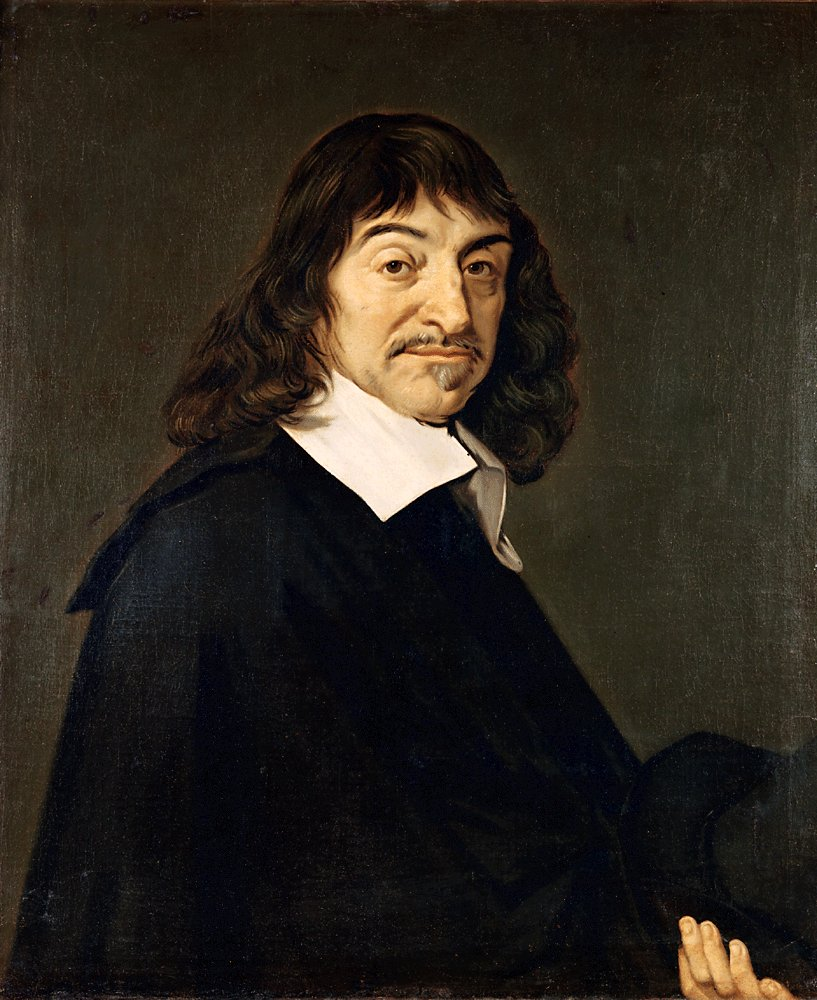
Рене Декарт (1596—1650)

Это утверждение Декарт выдвинул как первичную достоверность, истину, в которой невозможно усомниться — и с которой, следовательно, можно начинать отстраивать здание достоверного знания.
Аргумент не следует понимать как умозаключение («тот, кто мыслит, существует; я мыслю; следовательно, я существую»); напротив, его суть — в очевидности, самодостоверности моего существования как мыслящего субъекта (res cogitans — «вещи мыслящей»): всякий акт мышления (и шире — всякое представление, переживание сознания, ибо cogito не ограничивается мышлением) обнаруживает — при рефлексивном взгляде на него — меня, мыслящего, осуществляющего этот акт. Аргумент указывает на самообнаружение субъекта в акте мышления (сознания): я мыслю — и, созерцая своё мышление, обнаруживаю себя, мыслящего, стоящего за его актами и содержаниями.

## Варианты формулировки
Cogito ergo sum является латинским переводом утверждения Декарта Je pense, donc je suis («Я мыслю, следовательно, я есмь»), которое появляется в его «Рассуждении о методе» (1637), написанном по-французски. Распространённый вариант перевода латинской фразы Cogito ergo sum на русский язык — «Я мыслю, следовательно, я существую» — ряд исследователей называют не точным.
Фраза «Cogito ergo sum» не используется в значимой работе Декарта «Размышления о первой философии»  (1641), хотя часто эту формулировку ошибочно приводят в качестве аргумента, ссылаясь на данный труд. Декарт опасался, что эта формулировка, которую он использовал в более ранней работе, допускала толкование, отличное от того контекста, в котором он использовал её в своих умозаключениях. Стремясь уйти от формулировки, создающей видимость логического вывода, тогда как подразумевается самоочевидность, непосредственное усмотрение утверждаемой истины, Декарт избавляется от первой части фразы и оставляет только «Я есмь» («Я существую»): «всякий раз, как я произношу слова Я есмь, я существую или воспринимаю это изречение умом, оно по необходимости будет истинным» (Размышление II).
В привычной форме Ego cogito, ergo sum («Я мыслю, следовательно, есмь») аргумент появляется в более поздней работе «Начала философии» (1644), написанной на латыни: «Ac proinde haec cognitio, ego cogito, ergo sum, est omnium prima et certissima...» (§ 7).
Более полная версия сформулирована Антуаном Леонардом Тома: «Dubito, ergo cogito, ergo sum» («Я сомневаюсь, следовательно, я мыслю, и, следовательно, я есмь».) Эту фразу часто ошибочно приписывают самому Декарту.

## Августин: предшественник Декарта
Задолго до Декарта аналогичный аргумент предложил в полемике со скептиками Августин Блаженный в книге «О Граде Божьем» (кн. XI, 26): Si fallor, sum («Если я ошибаюсь, я есмь»).
Однако существенное различие между Августином и Декартом заключается в контексте, целях и следствиях аргумента.

Августин начинает с утверждения, что, заглядывая в собственную душу, мы «в себе узнаем образ Бога… Ибо мы и существуем, и знаем, что существуем, и любим это наше бытие и знание», — что соответствует тройственной природе Бога. Далее Августин пишет: 
Я не боюсь никаких возражений относительно этих истин со стороны академиков, которые могли бы сказать: „А что если ты обманываешься?“ Если я обманываюсь, то уже поэтому существую. Ибо кто не существует, тот не может, конечно, и обманываться: я, следовательно, существую, если обманываюсь.
Августин, заглядывая в свою душу с верой, приходит в результате применения аргумента к Богу; Декарт заглядывает в свою душу с сомнением — и приходит к субъекту, сознанию, res cogitans (мыслящей субстанции), требованием которой является ясность и отчётливость. «В то время как cogito Августина умиротворяет, преображая все в Боге, cogito Декарта проблематизирует всё остальное, в том смысле, что после обретения истины собственного существования нужно обратиться к завоеванию отличной от нашего „Я“ реальности, постоянно стремясь при этом к ясности и отчётливости».
Сам Декарт высказался относительно различий между своим и августиновым аргументом в ответе на письмо Андреаса Кольвия.

## Параллели виндуизме
Как считает российский индолог С. В. Лобанов, идея утверждения «cogito, ergo sum» Декарта является одним из основополагающих для монистических систем индийской философии — адвайта-веданты Шанкары и пара-адвайты, или кашмирского шиваизма, самым ярким представителем которого был Абхинавагупта:
Знаменитое философское утверждение Рене Декарта «cogito, ergo sum», ставшее отправной точкой западного рационализма и философии Нового времени, было выдвинуто им как первичная достоверность, относительно которой возможно выстраивание достоверного познания. Оба индийских философа предлагают свои решения проблемы самообнаружения сознающего субъекта, исходя из двух различных парадигм философского монизма.